# Xyloryctes telephus
Xyloryctes telephus är en skalbaggsart som beskrevs av Hermann Burmeister 1847. Xyloryctes telephus ingår i släktet Xyloryctes och familjen Dynastidae. Inga underarter finns listade i Catalogue of Life.